# Porsche 356
El Porsche 356 es un automóvil deportivo producido por el fabricante alemán Porsche AG entre 1948 y 1965. Fue el primer automóvil de serie fabricado por la marca, que estaba disponible en carrocerías cupé, cabriolet de cuatro plazas y roadster, con motor trasero montado longitudinalmente sobre un chasis derivado de Volkswagen Tipo 1, el "primitivo" Porsche 356 de 40 CV (29 kW) a las 4000 rpm.

## 356 "pre-A"

### Historia

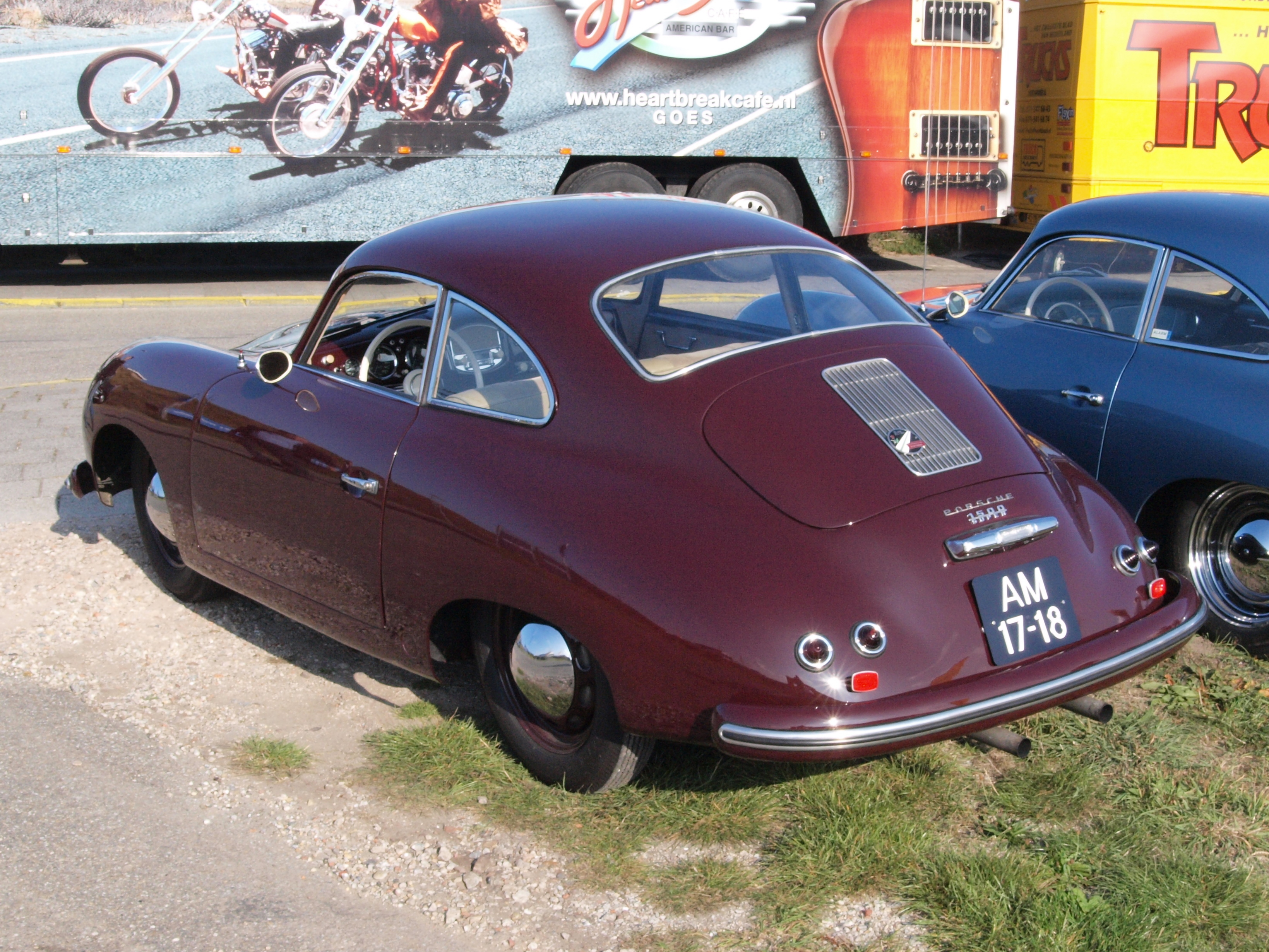
Vista trasera del 1500 Super con la matrícula AM-17-18 de Países Bajos

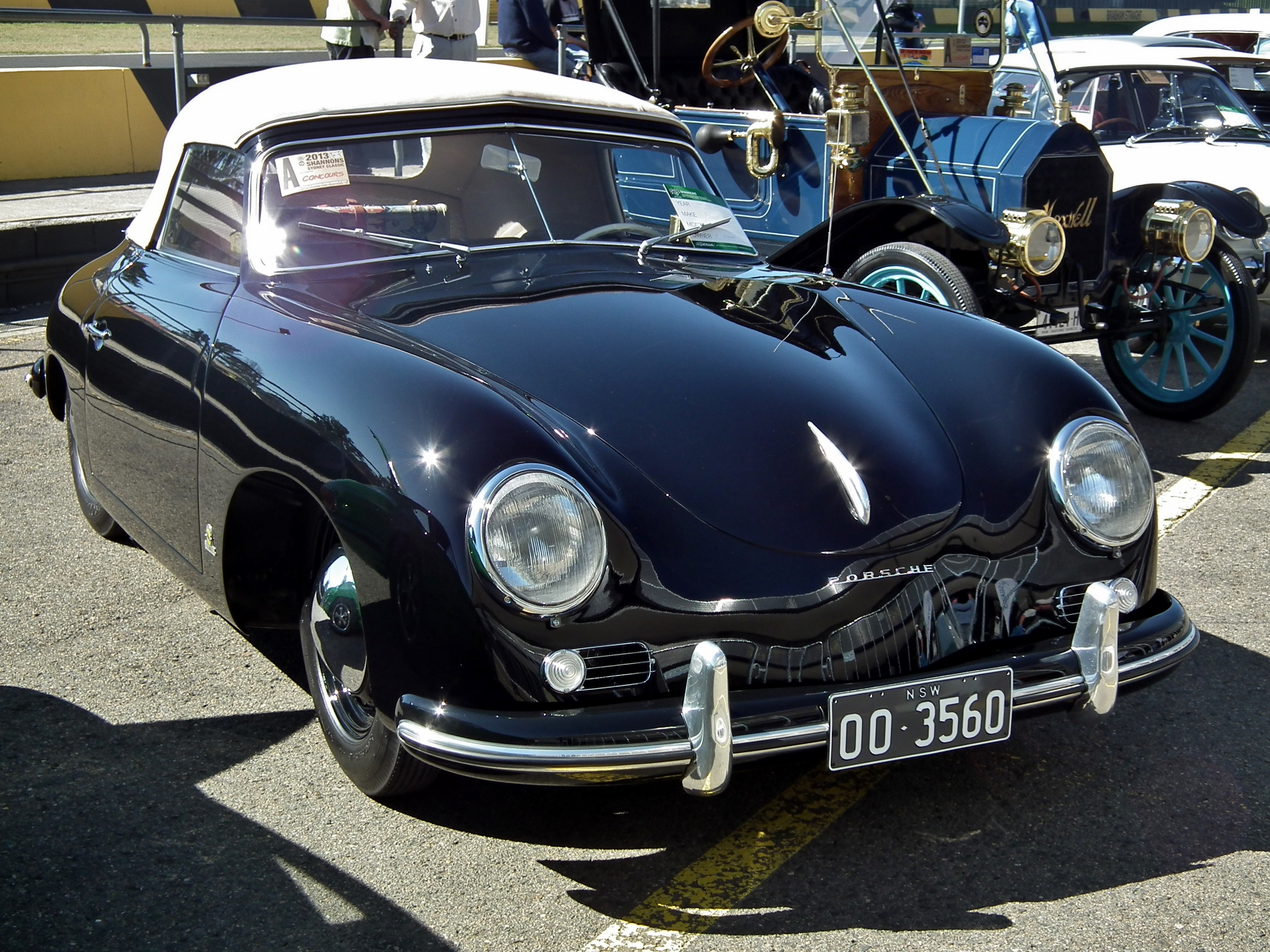
Roadster de 1954 en el Sydney Motorsport Park en 2013

El diseñador del Volkswagen Tipo 1, Ferdinand Porsche, posiblemente le dio al mundo el coche para las masas ("people's car"), pero fue su hijo Ferdinand Anton Ernst Porsche "Ferry" junto a Karl Rabe y Erwin Komenda que comenzaron en 1947 el estudio de un deportivo biplaza basado sobre el modelo de Volkswagen, el "proyecto nº 356" que se convertiría en el primer 356, el primero de la historia de la marca. Hoy en día Porsche resalta por precisión, rendimiento, pureza y perfección, siendo el 356 el primer capítulo de esta historia.
Por conveniencia, después de la Segunda Guerra Mundial forzó una dependencia en la plataforma del Beetle, pero el 356 era mucho más que eso. La configuración del motor trasero podría proceder de este, pero fue transformado en un auténtico deportivo. Fue la fundación de una orgullosa tradición deportiva.
En 1939, Porsche diseñó y construyó tres automóviles deportivos fuera de serie, modelo Type 64, concebidos para una carrera de 800 millas (1300 km) que iba a celebrarse en septiembre de 1939 desde Berlín hasta Roma, la carrera fue cancelada.
En 1948, fue construido un prototipo  356 con motor plano de cuatro cilindros Volkswagen de 1131 cm³ (1,1 litros) ubicado justo delante del eje trasero, es decir, motor central-trasero, bastidor de aluminio y chasis de acero tubular denominado «Porsche 356 Nº 1 Roadster». Esto ha dado lugar a cierto debate en cuanto al «primer» automóvil Porsche, pero el 356 es considerado por el fabricante como su primer modelo de producción.
El 356 fue creado por Ferdinand «Ferry» Porsche, hijo del Dr. Ing. Ferdinand Porsche, fundador de la empresa. Al igual que su antepasado, el Volkswagen Tipo 1, que Ferdinand Porsche «padre» había diseñado, el 356 es un cuatro cilindros, refrigerado por aire, con motor trasero y tracción trasera utilizando una carrocería semimonocasco. Aunque el 356 fue diseñado originalmente por Erwin Komenda, un empleado de Porsche, su mecánica, incluidos el motor, suspensión y chasis, provenían del Volkswagen.
El 8 de junio de 1948, Austria certifica el primer 356 para uso en la carretera, en cual se utilizaron muchas piezas de Volkswagen para economizar la fabricación.
Casi desde el primer día, Porsche comenzó a refinar el coche con un enfoque en mayor rendimiento en aras de una mejor conducción y de una mayor comodidad. Los días de la dependencia de VW habían pasado, ya que a fines de los años 1950, muchas de las partes que compartía en común con Volkswagen fueron reducidas, por lo que el 356 fue evolucionando de forma gradual.
Los primeras carrocerías fueron producidas en Gmünd (Carintia) hasta 1951, debido a la ocupación del ejército aliado de la fábrica en Stuttgart, las cuales estaban hechas a mano en aluminio, pero cuando la producción se trasladó a Zuffenhausen, distrito de Stuttgart, Alemania en 1950, una carrocería en acero salió por primera vez de los talleres, por una cuestión de costos.

#### Primeras ventas
Poco notado en sus inicios, los primeros 356 fueron vendidos principalmente en Austria y Alemania. Desde el primer prototipo en 1948, le tomó a Porsche cerca de dos años para la producción de los primeros 50 automóviles. A principios de los años 1950, habían adquirido cierta fama entre los aficionados en ambos lados del Atlántico por su aerodinámica, su manejo y la excelente calidad de construcción. Era común que sus propietarios puedan disfrutar a plenitud en la pista del autódromo y, tras la carrera, regresar a casa conduciéndolo, de esta forma aumentando su éxito y sus pedidos hasta llegar a más de 15 000 unidades en 1964. Cuando su producción terminó en 1965, se habían construido alrededor de 76 000 unidades.

### Motorizaciones

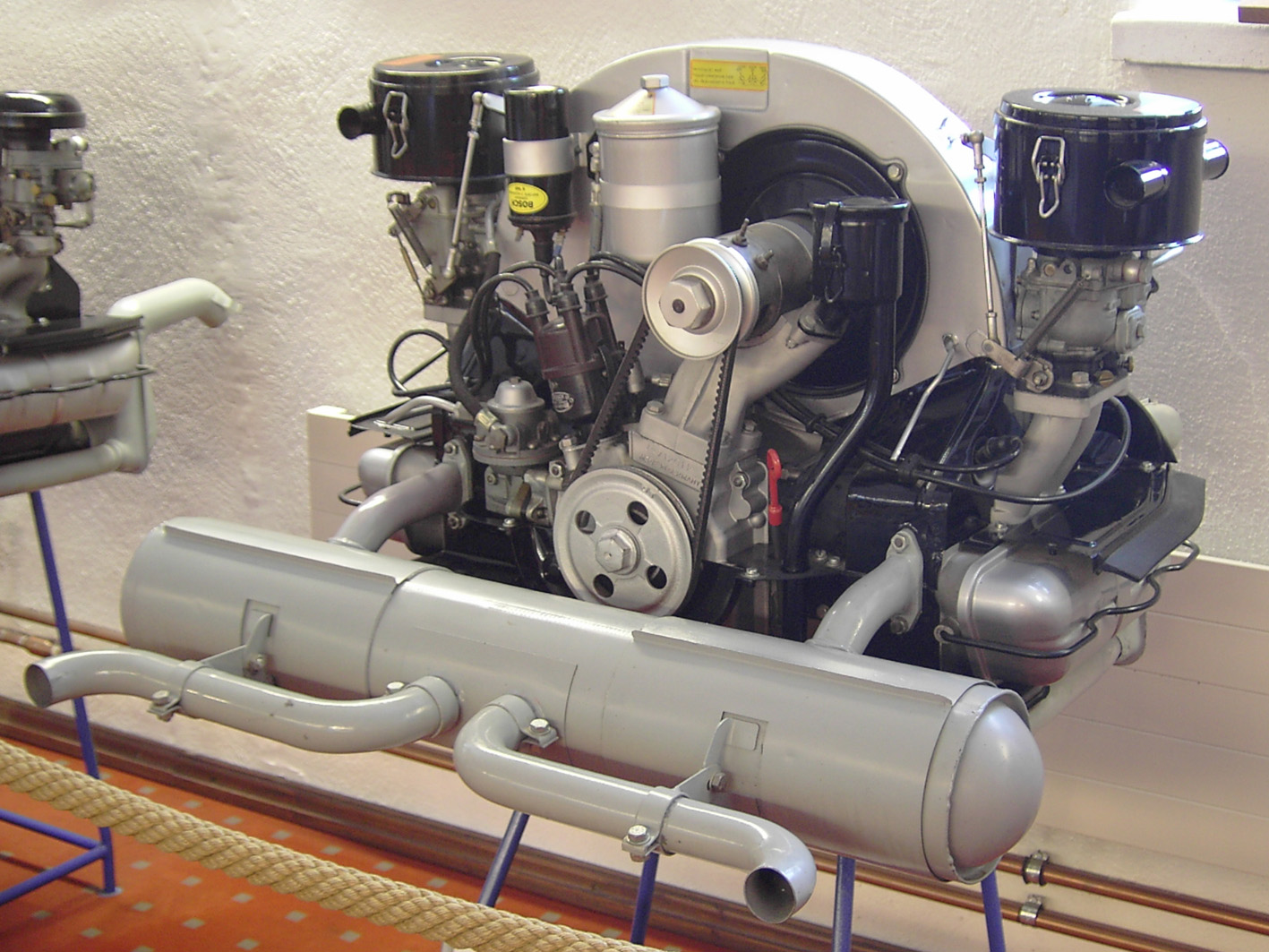
Motor bóxer mostrado en Gmünd, Austria

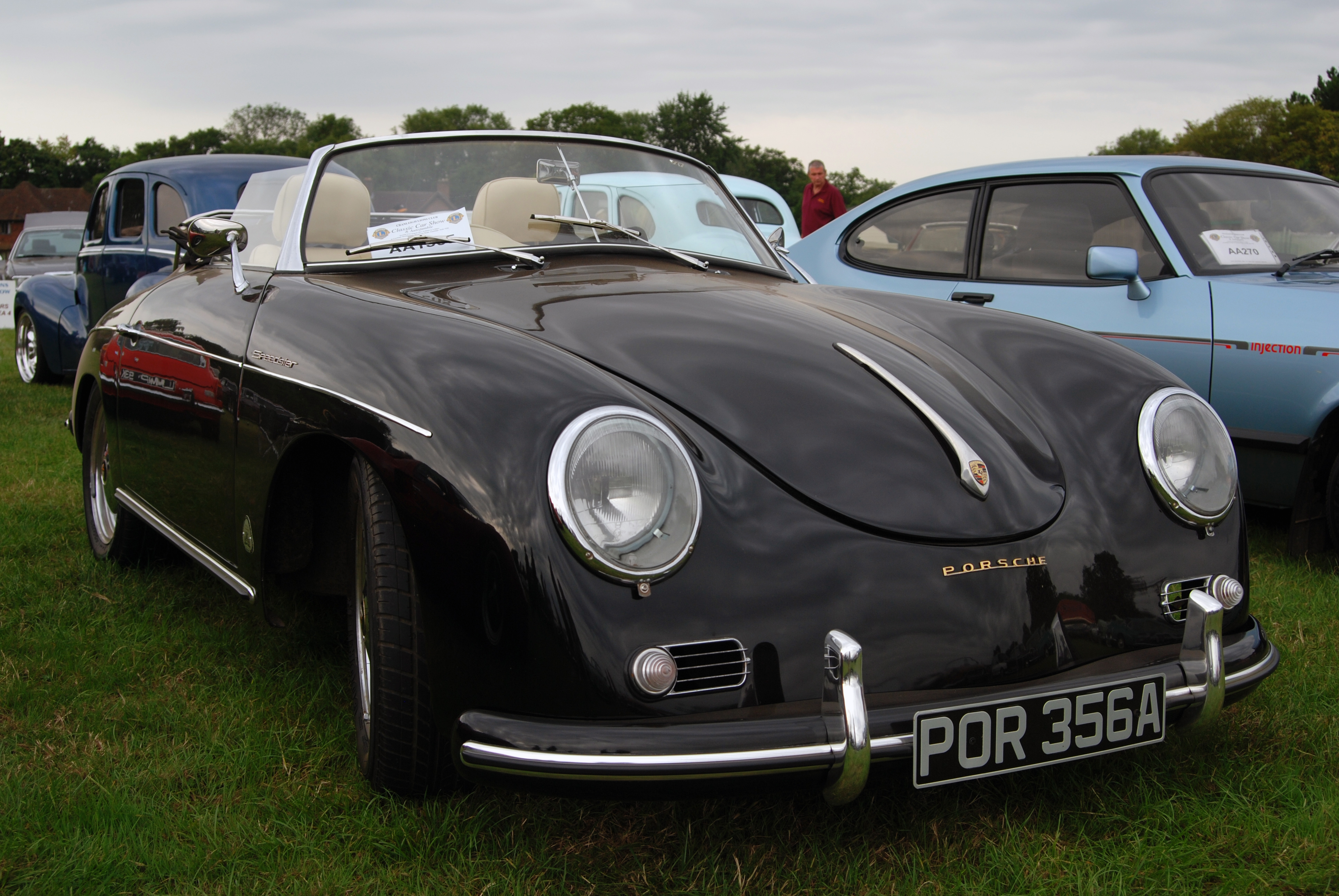
Speedster en Cranleigh, Inglaterra

El motor del 356 por sus características similares como el usado en el VW Escarabajo, también goza de una popularidad bastante aceptable por el hecho de ser también el más fiable. Por ser similar al del Escarabajo, se decidió usar este mismo motor, pero potenciado en una variante que hace uso de un sistema de dobles carburadores. Al comienzo de la fabricación de este deportivo se decidió usar un diseño de bahía de motor que originalmente fue planeado para el ya mencionado. Asimismo, esta planta motriz era ofrecida a costo extra por sus características y con el tiempo se volvió estándar en la gama 356.
Este mismo motor también ganó notoriedad entre algunos amantes del tuneo y de las carreras de automovilismo, así como en vehículos Volkswagen enfriados por aire, ya que su tamaño similar podía permitir que se colocara en varios modelos como el mismo escarabajo, Combi, Brasilia entre otros, que compartían la característica de motor enfriado por aire, además de existir en variadas cilindradas que permitían obtener una mayor potencia con un tamaño compacto.
| Variantes            | Cilindrada       | Diámetro x carrera             | Relación de compresión | Potencia máxima (DIN)    | Par máximo (DIN)                          | Peso             |
| -------------------- | ---------------- | ------------------------------ | ---------------------- | ------------------------ | ----------------------------------------- | ---------------- |
| 356-1 Gmünd Roadster | 1131 cm³ (1,1 L) | 75 x 64 mm (2,95 x 2,52 plg)   | 7.0:1                  | 36 CV (26 kW) @ 4000 rpm | 7 kg·m (69 N·m; 51 lb·pie) @ 2600 rpm     | 585 kg (1290 lb) |
| Gmünd Coupe          | 1086 cm³ (1,1 L) | 73,5 x 64 mm (2,89 x 2,52 plg) | 6.2:1                  | 40 CV (29 kW) @ 4000 rpm | 7,1 kg·m (70 N·m; 51 lb·pie) @ 3300 rpm   | 612 kg (1349 lb) |
| 1300 1953            | 1286 cm³ (1,3 L) | 80 x 64 mm (3,15 x 2,52 plg)   | 6.5:1                  | 44 CV (32 kW) @ 4200 rpm | 8,3 kg·m (81 N·m; 60 lb·pie) @ 2800 rpm   | 830 kg (1830 lb) |
| 1300 Super Coupe     | 1290 cm³ (1,3 L) | 74,5 x 74 mm (2,93 x 2,91 plg) | 8.2:1                  | 60 CV (44 kW) @ 5500 rpm | 8,8 kg·m (86 N·m; 64 lb·pie) @ 3600 rpm   | 810 kg (1786 lb) |
| 1500 Speedster       | 1488 cm³ (1,5 L) | 80 x 74 mm (3,15 x 2,91 plg)   | 7.0:1                  | 55 CV (40 kW) @ 4400 rpm | 10,8 kg·m (106 N·m; 78 lb·pie) @ 3200 rpm | 794 kg (1750 lb) |
| 1500 Coupé           | 1488 cm³ (1,5 L) | 80 x 74 mm (3,15 x 2,91 plg)   | 7.0:1                  | 60 CV (44 kW) @ 5000 rpm | 10,4 kg·m (102 N·m; 75 lb·pie) @ 3000 rpm | 770 kg (1698 lb) |
| 1500 Super Cabriolet | 1488 cm³ (1,5 L) | 80 x 74 mm (3,15 x 2,91 plg)   | 8.2:1                  | 70 CV (51 kW) @ 5000 rpm | 10,9 kg·m (107 N·m; 79 lb·pie) @ 3500 rpm | 830 kg (1830 lb) |

| 1.ª   | 2.ª   | 3.ª  | 4.ª   | Reversa | Final |
| ----- | ----- | ---- | ----- | ------- | ----- |
| 3.182 | 1.765 | 1.13 | 0.815 | 3.56    | 4.375 |

## 356 A

### Características destacables

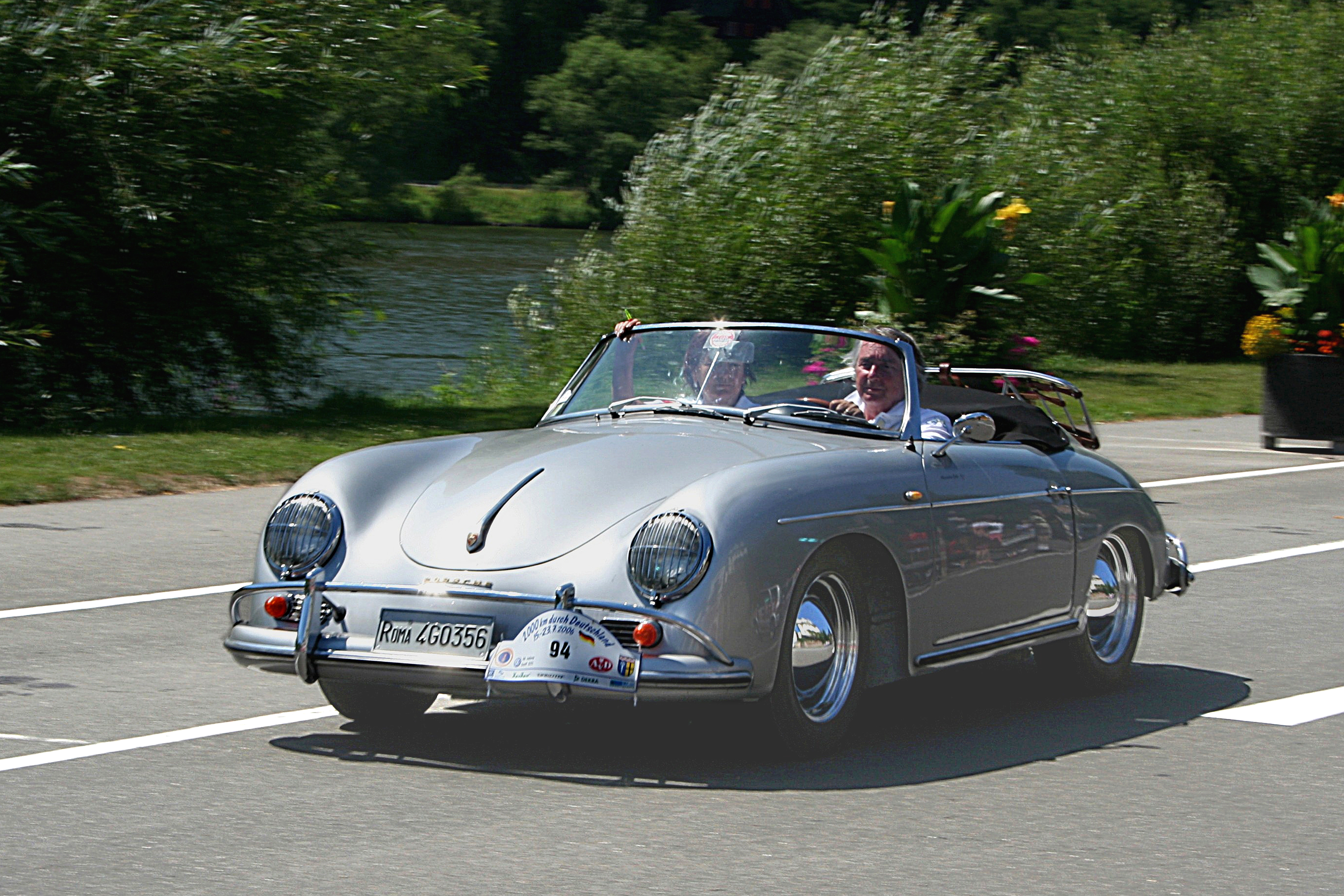
Cabriolet 1600 S de 1958

En 1956, la marca lanzó un modelo perfeccionado: el 356 A, el cual ofrecía cinco motorizaciones distintas, todos con cuatro cilindros:
- 1300 de 44 CV (32 kW). Sus parachoques estaban separados de la carrocería y tenían pestañas. Las intermitentes traseras eran redondas y estaban colocadas junto a las luces traseras. A partir de marzo de 1957, se empezaron a integrar en las luces.
- 1300 Super de 60 CV (44 kW)
- 1600 de 60 CV (44 kW)
- 1600 Super de 75 CV (55 kW)
- 1500 GS Carrera de 100 CV (74 kW)

El nuevo modelo se distinguía del anterior, entre otros detalles, por poseer una luna panorámica delantera curvada y de una sola pieza. Todas las modificaciones incorporadas a este modelo formaban parte del “Programa Técnico 1” (T1).
Dos años después y coincidiendo con la llegada del T2, se suprimieron los modelos 1300. La luz de marcha atrás y la carcasa cromada con la iluminación de la matrícula, se instalaron bajo la placa de esta. Al mismo tiempo, los tubos de escape se ubicaron entre las pestañas del paragolpes. Con ello, se conseguía que las salidas de escape estuvieran más alejadas del suelo.
Dentro de esta gama adquirió un prestigio especial la versión Cabriolet.

### Versiones

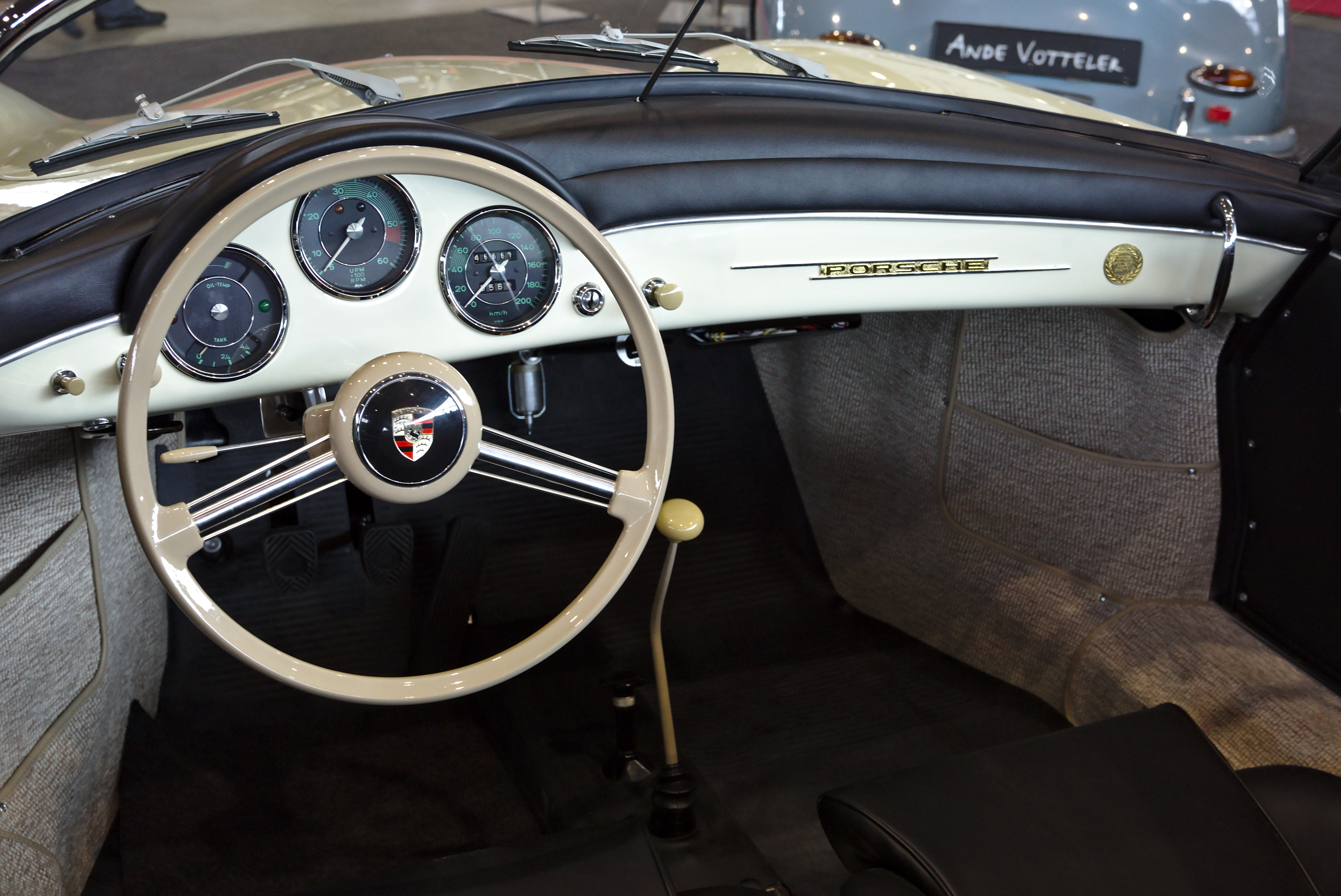
Interior de un roadster 1600 Super

Dentro de la gama, el fabricante creó también versiones abiertas como: Cabriolet, Speedster y descapotable D para todas las generaciones.
El Speedster figura en todos los listados de los amantes del motor como uno de los modelos míticos de la marca. El antecesor del 911 sí tuvo variantes Speedster, pero solamente se fabricaron de 1954 a 1958. Ya en 1959, ninguna unidad recibió esas características "gibas" tras los asientos. Estaba equipado con un motor 1600 Super. Además de los muy raros Carrera Speedster, solamente 494 de los más de 4000 fueron construidos, haciéndolos ejemplares muy deseables. Con el 1600 regular, producía 60 CV (44 kW), mientras que con los 15 CV (11 kW) extra de la versión Super, era todavía más significativo.
Tras la aparición del 356 A, las versiones más deportivas recibieron la denominación especial “Carrera”, que no tardó en hacer fortuna en la historia del automovilismo.
Las versiones del Carrera se equiparon con el motor Fuhrmann, el cual debía su nombre a su constructor: Ernst Fuhrmann. Se caracterizaba por su doble (DOHC) árbol de levas superior (cuatro en total), accionados mediante un eje central. Este grupo, además contaba con un doble encendido proporcionado por sus dos distribuidores independientes.

### Principales cambios

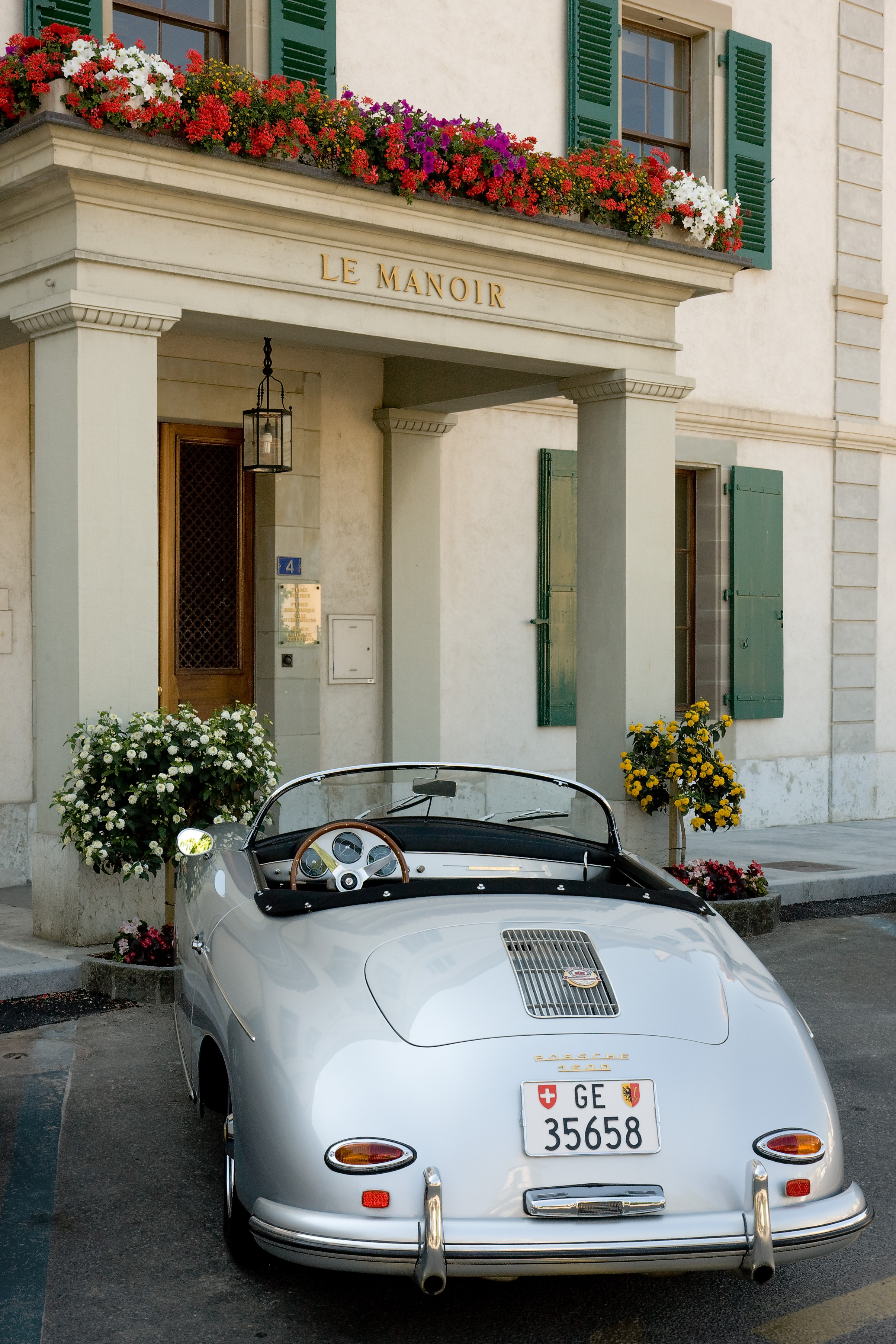
Modelo 1958 1600 en el hotel Le Manoir de Cologny, Suiza

Otros cambios estéticos eran: los paragolpes separados de la carrocería y con pestañas, el parabrisas acodado en una pieza, las luces traseras redondas y, desde marzo de 1957, en forma de gota; las intermitentes delanteras también redondas y planas, integradas en rejillas, mientras que las intermitentes traseras estaban junto a las luces traseras y, desde marzo de 1957, integradas en estas; la luz de freno estaba integrada en la luz trasera.
Los principales cambios del mejorado 356A se encontraban a nivel mecánico, ya que en este período se presenta el motor Carrera de 1498 cm³ (1,5 litros) que producía 100 CV (74 kW) de potencia. Además, se deja de producir el pequeño motor de 1086 cm³ (1,1 litros). En 1957 es carburador simple es reemplazado por un carburador doble Zenith, que aumenta significativamente la potencia. En 1958 solamente se ofrece el de 1582 cm³ (1,6 litros) y se suprimen los de 1290 cm³ (1,3 litros).
También se hizo la revisión de la suspensión, ya que siempre había tenido problemas de sobreviraje. Las ruedas eran más anchas y de diámetro mayor con 15 pulgadas (38,1 cm). Los resortes de la suspensión eran más suaves y la barra y los amortiguadores traseros eran más largos.
En 1959, el Speedster es reemplazado por el "descapotable D", que permaneció en producción solamente por un año.
En la búsqueda de un mejor funcionamiento, se desechó el motor 1600 con cojinetes por de uno de contacto plano menos excitable, que estaba fabricado con hierro colado en vez de una aleación más cara, resultando ser más pesado, pero menos ruidoso. Una nueva dirección y un volante de mayor tamaño, reducían el esfuerzo de la conducción provocado por unos neumáticos más anchos. El embrague y la caja de cambios eran más ligeros y los tubos de escape se recondujeron a través de la parte baja de los refuerzos de los parachoques traseros, lo que proporcionaba mayor espacio para evitar el golpe y una mejor silueta, pero se sacrificaba el aspecto de la parte trasera.
En adición a la barra estabilizadora delantera introducida cerca del fin de la producción del pre-A, el sobreviraje fue solucionado posteriormente al haber adicionado muelles delanteros más suaves, haciendo más rígida dicha barra estabilizadora y duplicando el ángulo de avance. El subviraje fue diseñado en el chasis con actualizaciones a los enlaces de la dirección y una suspensión trasera más suave. Unos amortiguadores traseros más largos y verticales también fueron añadidos. El panel de instrumentos era plano.
Después del 356 A existieron dos evoluciones más: el 356 B (T5) y el 356 C.

### Motorizaciones
| Variantes                         | Cilindrada       | Diámetro x carrera             | Relación de compresión | Potencia máxima (DIN)     | Par máximo (DIN)                | Peso             |
| --------------------------------- | ---------------- | ------------------------------ | ---------------------- | ------------------------- | ------------------------------- | ---------------- |
| 1300 Coupé                        | 1290 cm³ (1,3 L) | 74,5 x 74 mm (2,93 x 2,91 plg) | 6.5:1                  | 44 CV (32 kW) @ 4200 rpm  | 81 N·m (60 lb·pie) @ 2800 rpm   | 850 kg (1874 lb) |
| 1300 Super Coupé                  | 1290 cm³ (1,3 L) | 74,5 x 74 mm (2,93 x 2,91 plg) | 7.5:1                  | 60 CV (44 kW) @ 5500 rpm  | 88 N·m (65 lb·pie) @ 3600 rpm   | 850 kg (1874 lb) |
| Speedster                         | 1582 cm³ (1,6 L) | 82,5 x 74 mm (3,25 x 2,91 plg) | 7.5:1                  | 60 CV (44 kW) @ 4500 rpm  | 106 N·m (78 lb·pie) @ 3200 rpm  | 760 kg (1676 lb) |
| 1600 Super Convertible D          | 1582 cm³ (1,6 L) | 82,5 x 74 mm (3,25 x 2,91 plg) | 8.5:1                  | 75 CV (55 kW) @ 5000 rpm  | 117 N·m (86 lb·pie) @ 3700 rpm  | 855 kg (1885 lb) |
| 1500 GS Carrera de Luxe Speedster | 1498 cm³ (1,5 L) | 85 x 66 mm (3,35 x 2,60 plg)   | 9.0:1                  | 100 CV (74 kW) @ 6200 rpm | 119 N·m (88 lb·pie) @ 5200 rpm  | 885 kg (1951 lb) |
| Carrera 1500 GS                   | 1498 cm³ (1,5 L) | 85 x 66 mm (3,35 x 2,60 plg)   | 9.0:1                  | 110 CV (81 kW) @ 6400 rpm | 124 N·m (91 lb·pie) @ 5200 rpm  | 860 kg (1896 lb) |
| 1600 GS Carrera de Luxe Cabriolet | 1587 cm³ (1,6 L) | 87,5 x 66 mm (3,44 x 2,60 plg) | 9.5:1                  | 105 CV (77 kW) @ 6500 rpm | 121 N·m (89 lb·pie) @ 5200 rpm  | 940 kg (2072 lb) |
| 1600 GS Carrera GT                | 1587 cm³ (1,6 L) | 87,5 x 66 mm (3,44 x 2,60 plg) | 9.8:1                  | 115 CV (85 kW) @ 6500 rpm | 135 N·m (100 lb·pie) @ 5500 rpm | 870 kg (1918 lb) |

| 1.ª   | 2.ª   | 3.ª  | 4.ª  | Reversa | Final |
| ----- | ----- | ---- | ---- | ------- | ----- |
| 3.091 | 1.937 | 1.35 | 0.96 | 3.56    | 4.428 |

### En la cultura popular
Un Speedster negro aparece en la película Top Gun, el cual es conducido por la agente "Charlie", interpretada por Kelly McGillis, durante una persecución tratando de alcanzar al protagonista Pete "Maverick" Mitchell, interpretado por Tom Cruise. En realidad no era un modelo original, ya que se trataba de una réplica fabricada por la empresa Intermeccanica, que ofrecía 100 CV (74 kW) al estar refrigerado por aire y 165 CV (121 kW) con refrigeración líquida.

## 356 B
En el Salón del Automóvil de Fráncfort, a de finales de 1959, llegó la siguiente evolución totalmente revisada y mejorada para el modelo 1960: el 356 B (T5).
La potencia iba desde los 60 CV (44 kW) del 1600 hasta los 140 CV (103 kW) del 2000 GS-GT Carrera 2.

### Principales cambios

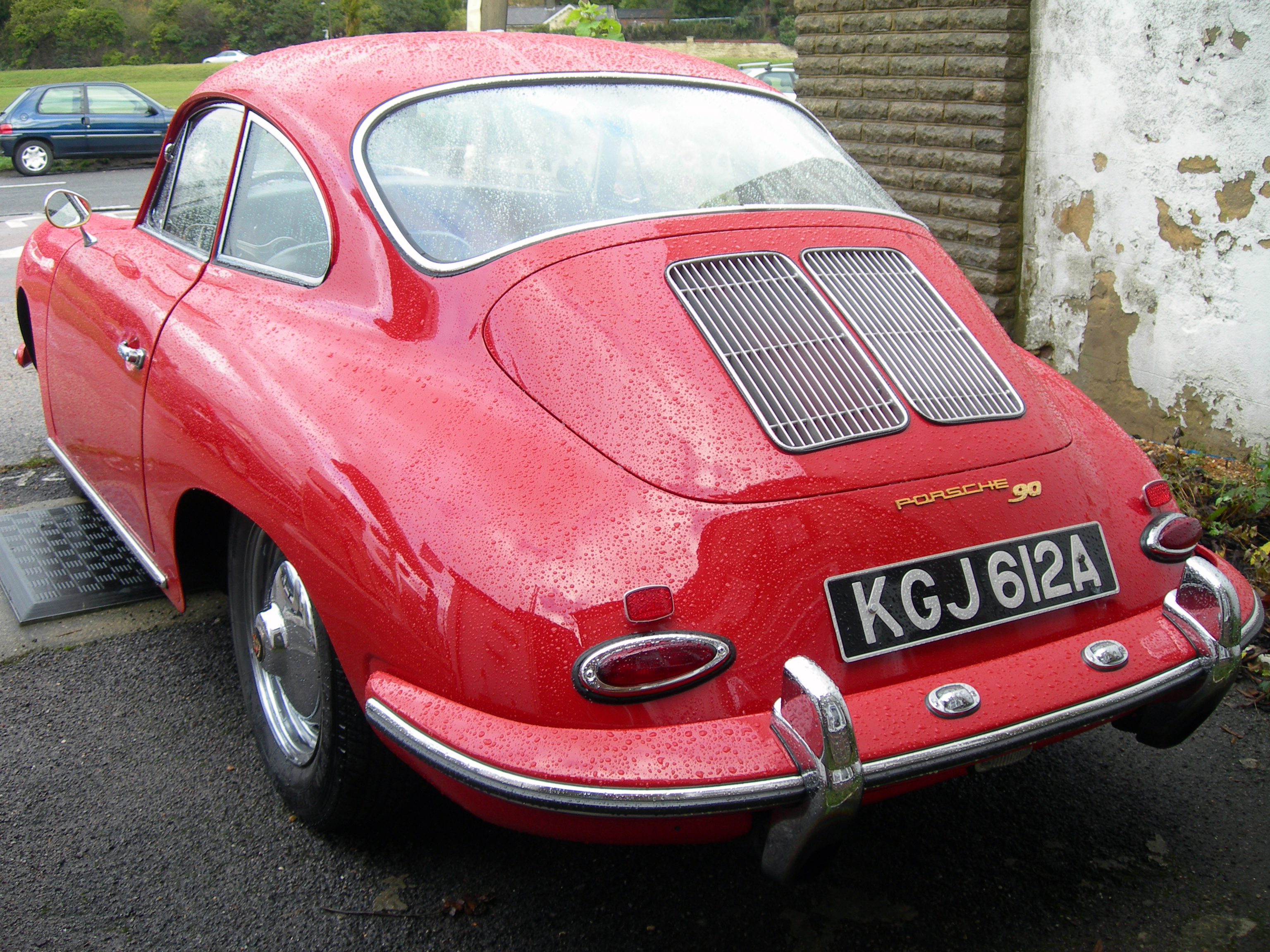
Vista trasera del 90 (T6) de 1963

A simple vista y entre otros aspectos, se diferenciaba de su antecesor por el paragolpes delantero elevado aproximadamente 10 cm (3,9 pulgadas) con pestañas aumentadas, así como mediante sus ópticas situadas también claramente en una posición superior. Las rejillas de la bocina, junto a unos intermitentes delanteros que sobresalían todavía más, eran más planas y estaban cromadas. También se amplió la anchura de la parte inferior del tirador del capó delantero. Las dos bombillas de la iluminación de la matrícula se integraron en el paragolpes trasero, colocado a mayor altura y la luz de marcha atrás se instaló debajo del paragolpes.
Para el modelo 1962 (T6), el capó delantero se ensanchó claramente en su parte inferior y la tapa del depósito de combustible pasó a colocarse en el spoiler delantero derecho. En el capó del motor ampliado se instalaron dos rejillas de aire verticales.
Se llevan a cabo los más importantes cambios estéticos. Los parachoques son más anchos y los faros delanteros con colocados en una posición más alta. Encima del capó se coloca un largo bocel cromado que sirve de manija para al maletero, que se encuentra al frente del auto.
A partir de septiembre de 1961, el parabrisas es más grande, al igual que la luneta trasera. En la tapa del motor se instalan dos rejillas cromadas en lugar de una.
Se presenta el motor 1600 Super de 90 CV (66 kW), con dos carburadores Solex. Para 1961, el motor Carrera 1600 GT desarrollaba 134 CV (99 kW), mientras que el modelo Carrera 2 estaba equipado con un motor de 1968 cm³ (2 litros) con 130 CV (96 kW).
Entre 1959 y 1962, el modelo Roadster reemplaza al Speedster. Entre 1960 y 1962 se ofrece el Cabriolet con techo rígido con carrocería Karmann ("Notchback"), que tiene un perfil parecido al Cabriolet con techo de lona. Este modelo no tuvo mucho éxito y la gente prefirió la carrocería Fastback.

### Aportación de Karl Abarth

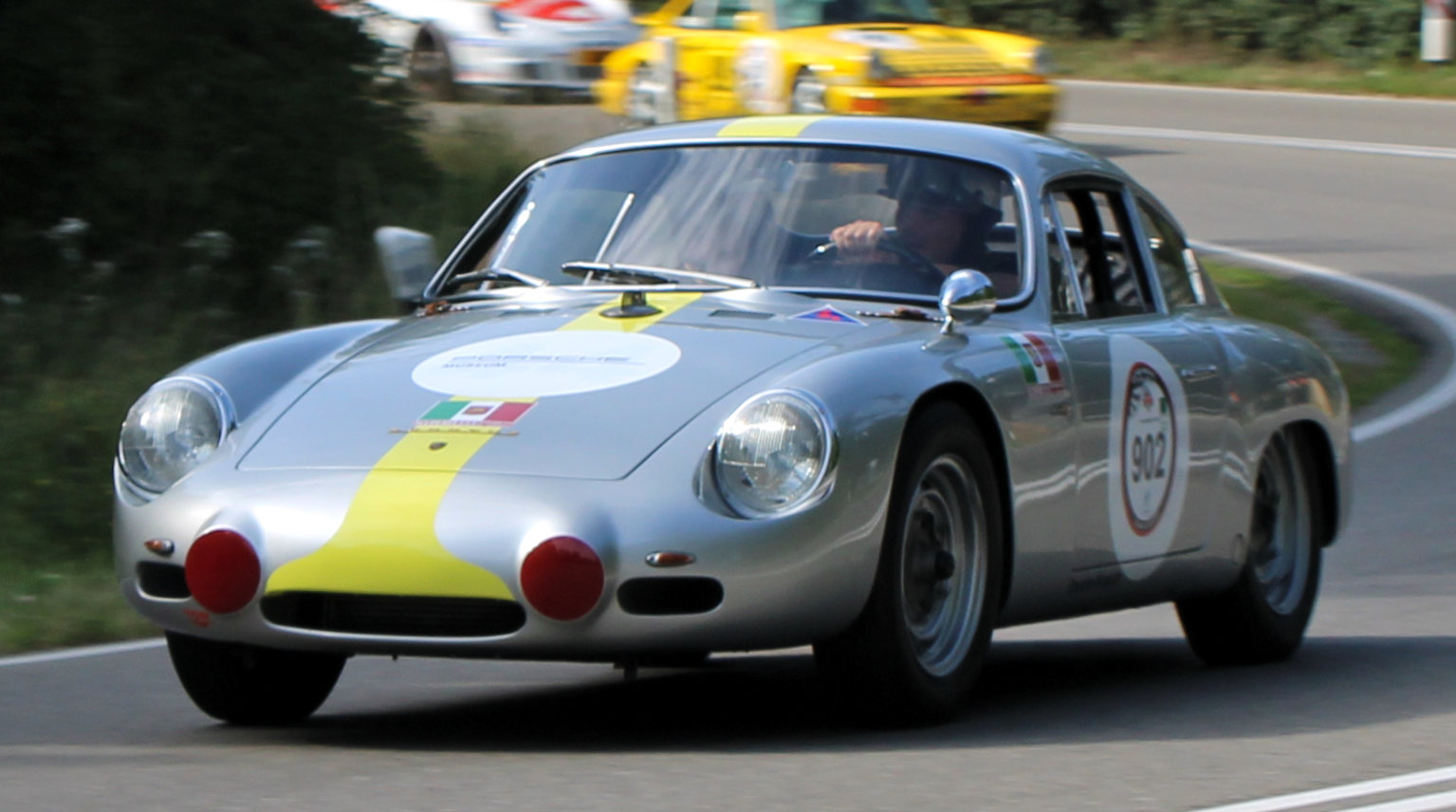
2000 GS Carrera GTL Abarth de 1960, en el Solitude Revival de 2019

Varios 356 fueron despojados en el peso y se modificaron con el fin de tener un mejor desempeño y manejo de estas carreras. Algunos ejemplos notables incluyen el 356 SL y el Carrera GT 356A. En la década de 1960, la marca colaboró con Abarth y construyó el Porsche 356B Carrera GTL Abarth Coupé, que gozó de cierto éxito en los deportes de motor.
Las marcas Abarth y Porsche han tenido pocas colaboraciones a lo largo de la historia, pero la relación de ambas marcas nunca ha cesado. El resultado siempre ha sido brillante, como es el caso de la creación del 356 B Carrera Abarth GTL y para su fabricación partieron del 356 B Carrera. Sobre la estructura del Porsche, se puso una carrocería de aluminio que suponían 135 kg (298 libras) menos. Los modelos Abarth eran algo más largos y su morro caía más suavemente. Con esas mejoras, permitieron batir a sus contrincantes durante dos años en todas las competiciones en la categoría de 2.0 litros GT.
Salieron cuatro series de la fábrica el escorpión, que se diferenciaron por las diferentes mejoras que se aplicaron en el motor y en otros elementos para ir mejorando su potencia. Las tres primeras contaban con un motor de 1587 cm³ (1,6 litros) que iban mejorando en características y potencia en cada serie.
Se convirtió definitivamente en el modelo más rápido de su gama cuando se le instaló un motor de 1968 cm³ (2 litros) y 185 CV (182 HP; 136 kW) de potencia, con el que alcanzaba una velocidad máxima de 225 km/h (140 mph).

#### En la cultura popular
Como curiosidad, el famoso "Herbie" de la película Cupido motorizado, estaba equipado con ese mismo bóxer de cuatro cilindros, que le permitía alcanzar más de 220 km/h (137 mph).

### Motorizaciones
| Variantes                   | Cilindrada       | Diámetro x carrera             | Relación de compresión | Potencia máxima (DIN)      | Par máximo (DIN)                | Peso              |
| --------------------------- | ---------------- | ------------------------------ | ---------------------- | -------------------------- | ------------------------------- | ----------------- |
| 1600 Roadster               | 1582 cm³ (1,6 L) | 82,5 x 74 mm (3,25 x 2,91 plg) | 7.5:1                  | 60 CV (44 kW) @ 4500 rpm   | 110 N·m (81 lb·pie) @ 2800 rpm  | 870 kg (1918 lb)  |
| 1600 Super Coupé            | 1582 cm³ (1,6 L) | 82,5 x 74 mm (3,25 x 2,91 plg) | 8.5:1                  | 75 CV (55 kW) @ 5000 rpm   | 119 N·m (88 lb·pie) @ 3700 rpm  | 838 kg (1847 lb)  |
| Super 90 Coupe              | 1582 cm³ (1,6 L) | 82,5 x 74 mm (3,25 x 2,91 plg) | 9.0:1                  | 90 CV (66 kW) @ 5500 rpm   | 123 N·m (91 lb·pie) @ 4300 rpm  | 920 kg (2028 lb)  |
| 1600 GS Carrera GT          | 1587 cm³ (1,6 L) | 87,5 x 66 mm (3,44 x 2,60 plg) | 9.8:1                  | 135 CV (99 kW) @ 7400 rpm  | 145 N·m (107 lb·pie) @ 5900 rpm | 845 kg (1863 lb)  |
| 1600 Carrera GTL Abarth     | 1587 cm³ (1,6 L) | 87,5 x 66 mm (3,44 x 2,60 plg) | 9.8:1                  | 135 CV (99 kW) @ 7400 rpm  | 146 N·m (108 lb·pie) @ 5800 rpm | 778 kg (1715 lb)  |
| 2000 GS Carrera 2 Cabriolet | 1968 cm³ (2 L)   | 92 x 74 mm (3,62 x 2,91 plg)   | 9.5:1                  | 130 CV (96 kW) @ 6200 rpm  | 162 N·m (119 lb·pie) @ 4600 rpm | 1010 kg (2227 lb) |
| 2000 GS-GT Carrera 2        | 1968 cm³ (2 L)   | 92 x 74 mm (3,62 x 2,91 plg)   | 9.8:1                  | 155 CV (114 kW) @ 6600 rpm | 196 N·m (145 lb·pie) @ 5000 rpm | 850 kg (1874 lb)  |

## 356 C

### Principales cambios

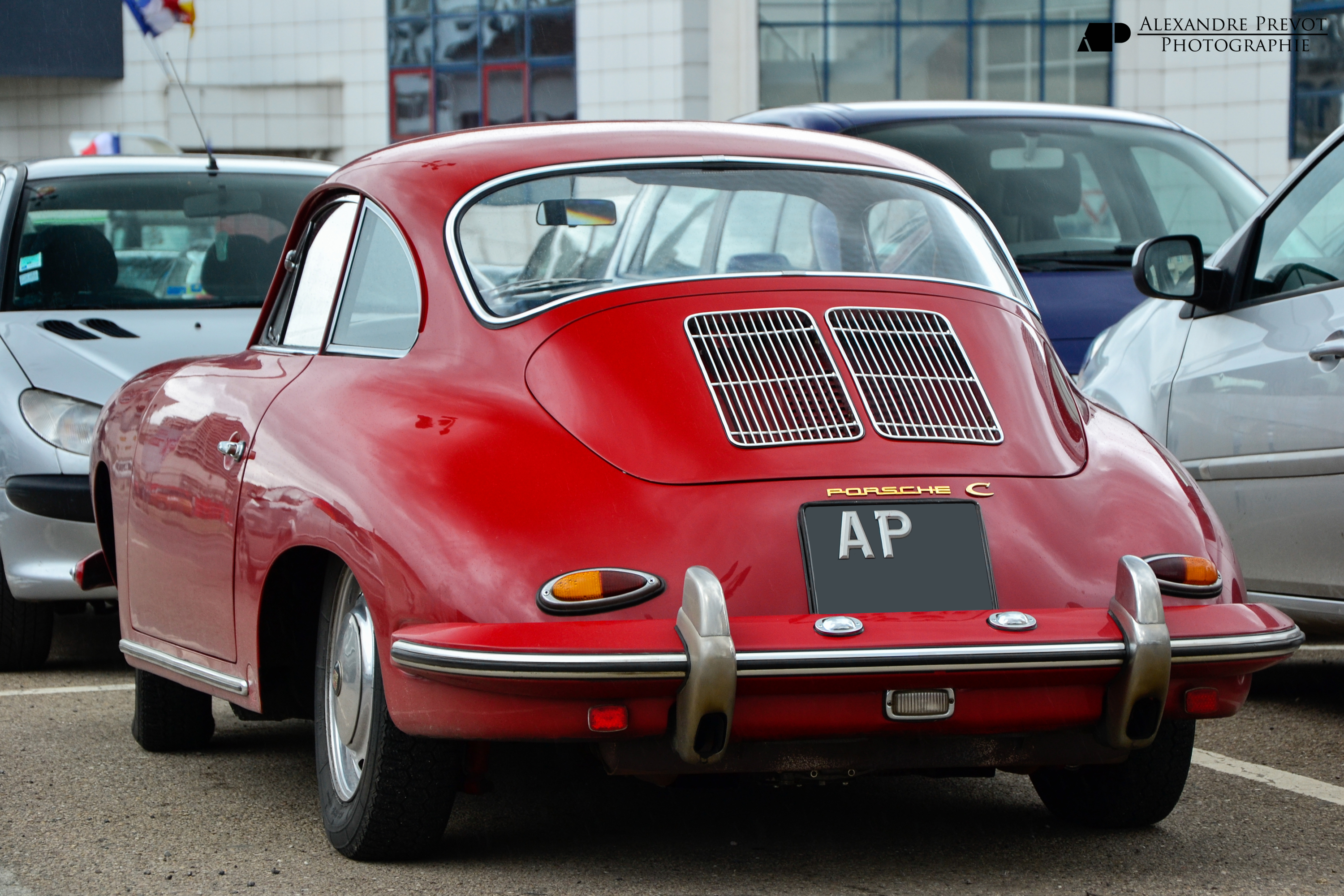
Vista trasera

Apareció en 1964. En esta ocasión se eliminó la versión de 60 CV (44 kW) y se realizaron tres motorizaciones: La más sencilla de ella era la del 1600 con 75 CV (55 kW) y la más potente, la del 2000 GS Carrera con 130 CV (96 kW). Visualmente, esta nueva evolución no era muy diferente a la del 356 B anterior, aunque las copas son más planas que en los modelos anteriores. Entre las novedades podrían destacar:
- Tapas de rueda más planas y sin logotipo de la marca para los rines.
- Frenos de disco.
- Retrovisor exterior redondo.

Con una gran calidad de terminación, consumía 7,8 L/100 km (12,8 km/L; 30,2 mpgAm). Eso lo convertía en un vehículo de impensada economía entre los vehículos de sus características.
Con lujo y estilo, ganó fama de aguerrido por su comportamiento en las carreras en las que participó. A su éxito ayudó también el gran prestigio que tuvo entre los compradores estadounidenses.

### Características destacables

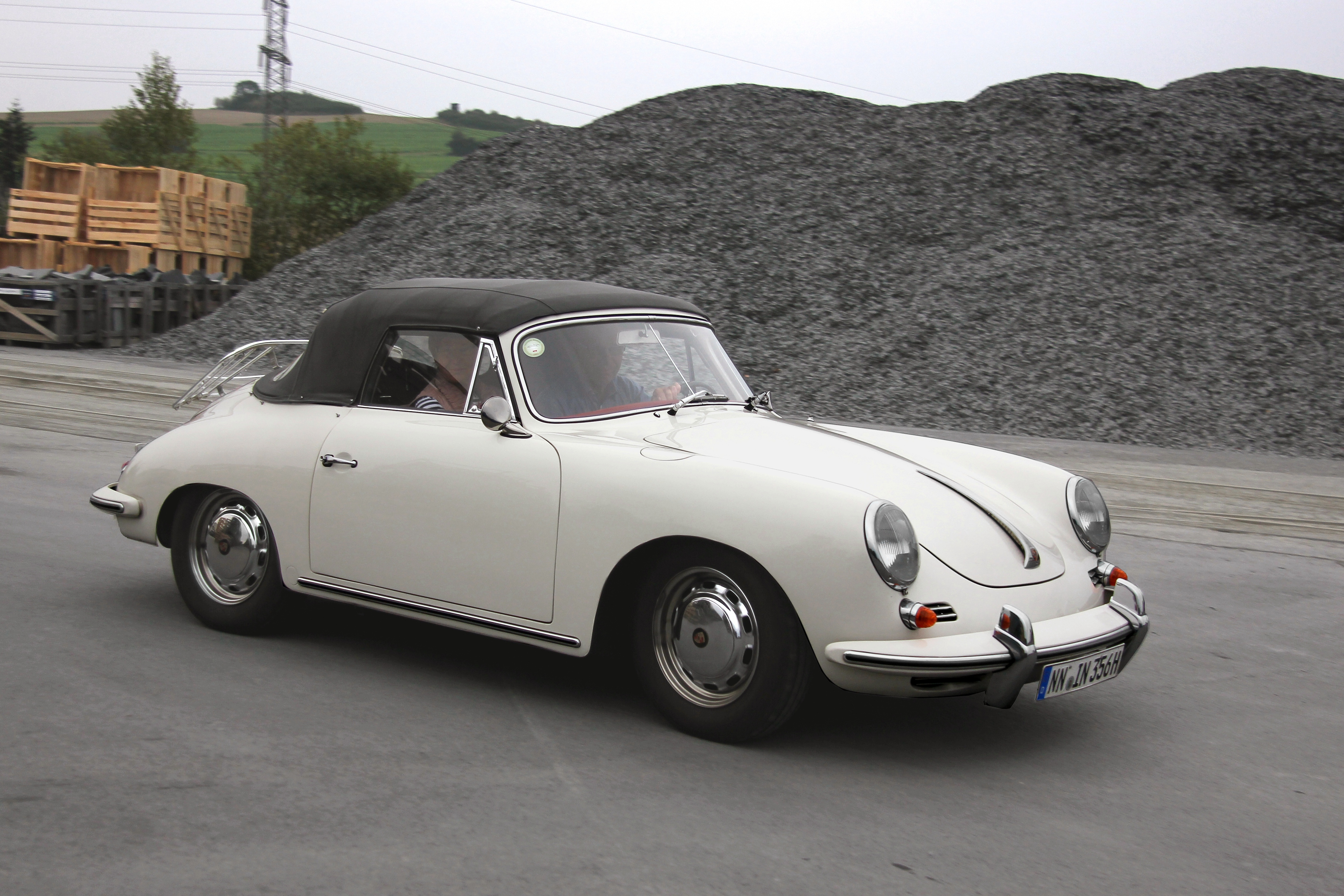
Cabriolet 63-65

En aquella época, el 356 era uno de los pocos coches verdaderamente deportivos, aunque su mecánica no cambió demasiado pasando de 40 a 75 CV (29 a 55 kW) del 356C ("C" por la Carrera Panamericana que ganó dos veces) y los 95 del SC, el último modelo que era capaz de alcanzar casi 200 km/h (124 mph). En 1964 dejó de ser fabricado para dar paso al célebre 911, aunque todavía se siguió vendiendo un año más para cumplir con los pedidos.
Como curiosidad, el mismo motor del 356 fue “resucitado” para el 912, desde 1966 y hasta 1969, ya que los fanáticos de Porsche, que ya los había desde entonces, creían que el 911 era demasiado caro. En 2004, la revista Sports Car International situó al 356C en décimo lugar de una lista de los mejores deportivos de los años 1960, encabezada por el Jaguar E-Type; y también como el séptimo mejor deportivo de todos los tiempos.
A nivel mecánico se decide modificar la suspensión para hacerla menos firme y así responder a las quejas recibidas en el mercado norteamericano. Una nueva opción interesante es el techo corredizo eléctrico.
Estaba equipado con un motor parecido, pero con un carburador diferente y otros detalles que elevaron la potencia a 95 CV (70 kW) y le permiten alcanzar una velocidad máxima de 185 km/h (115 mph). El modelo más potente era el Carrera 2, que tenía un motor de 1968 cm³ (2 litros) con 130 CV (96 kW), con lo que podía alcanzar los 200 km/h (124 mph).
En total se fabricaron 13 509 cupés y 3265 descapotables. El último fue vendido en mayo de 1966.

### Motorizaciones
| Variantes         | Cilindrada       | Diámetro x carrera             | Relación de compresión | Potencia máxima (DIN)     | Par máximo (DIN)                | Peso              |
| ----------------- | ---------------- | ------------------------------ | ---------------------- | ------------------------- | ------------------------------- | ----------------- |
| 1600 Cabriolet    | 1582 cm³ (1,6 L) | 82,5 x 74 mm (3,25 x 2,91 plg) | 8.5:1                  | 75 CV (55 kW) @ 5200 rpm  | 123 N·m (91 lb·pie) @ 3600 rpm  | 935 kg (2061 lb)  |
| 1600 SC Coupe     | 1582 cm³ (1,6 L) | 82,5 x 74 mm (3,25 x 2,91 plg) | 9.5:1                  | 95 CV (70 kW) @ 5800 rpm  | 124 N·m (91 lb·pie) @ 4200 rpm  | 935 kg (2061 lb)  |
| Carrera 2 GS 2000 | 1968 cm³ (2 L)   | 92 x 74 mm (3,62 x 2,91 plg)   | 9.5:1                  | 130 CV (96 kW) @ 6200 rpm | 162 N·m (119 lb·pie) @ 4600 rpm | 1010 kg (2227 lb) |

### En la cultura popular

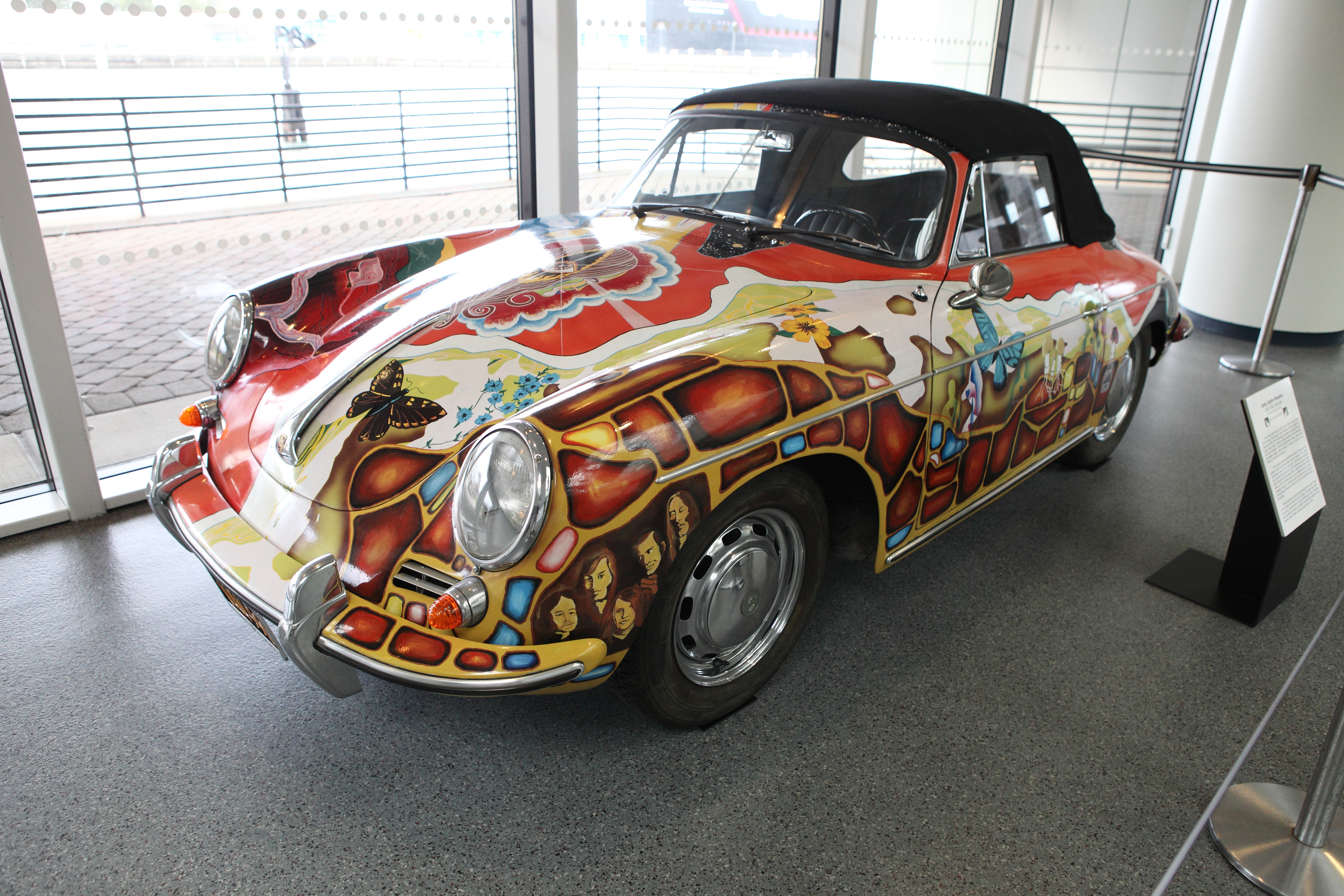
Cabriolet de Janis Joplin en el Salón de la Fama del Rock and Roll

Un Cabriolet 1600 SC modelo 1964 perteneció a la cantante Janis Joplin, el cual era originalmente blanco, pero ordenó a su amigo y artista Dave Roberts que lo repintara, plasmando una obra con motivos psicodélicos que fue bautizada como "La Historia del Universo".

### Proyecto de relanzamiento

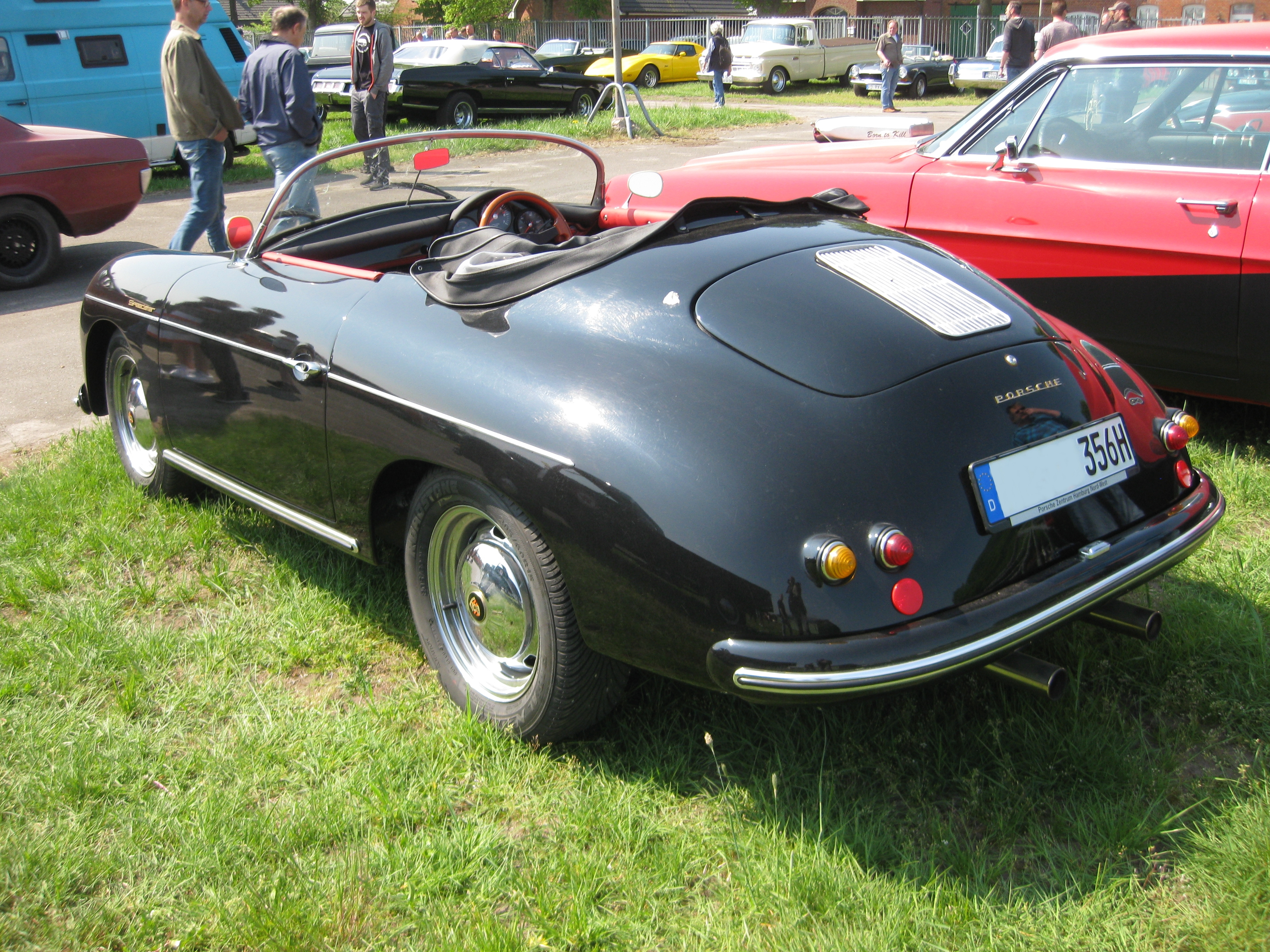
Vista trasera del spider con el volante a la derecha, en 2018

En 2010 se planeaba volver a fabricarlo como deportivo tipo «speedster» asequible por debajo del Boxster, con un precio de menos de 35 000 € o US$47 200 (equivalente a $65 949 en 2023) y servir de rival para el futuro VW Bluesport, SEAT Salsa, Audi R2 y BMW Z2.

## En competición

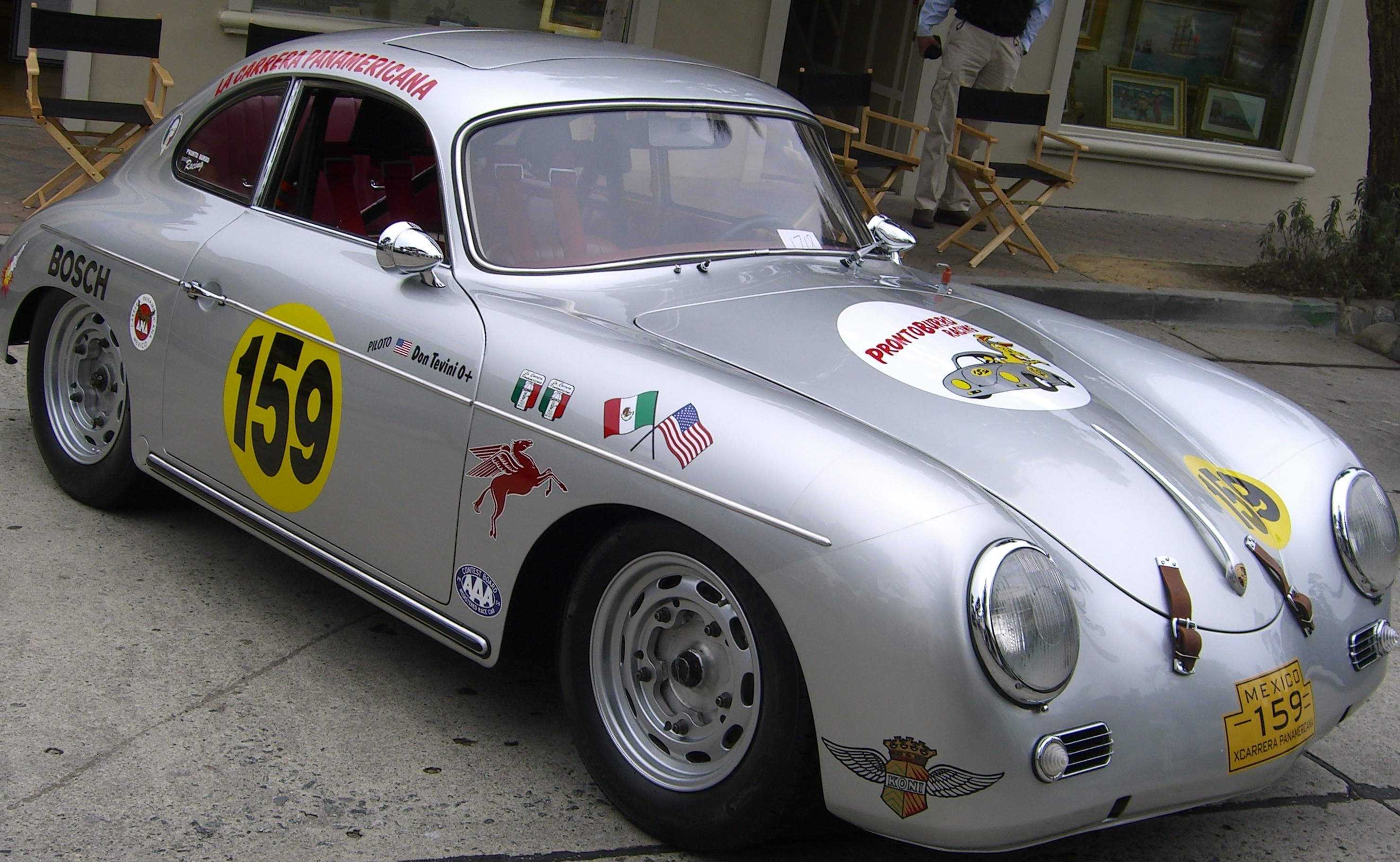
356 A de 1959 preparado para la Carrera Panamericana

Fuera de Europa, consiguió ganar dentro de su categoría la Carrera Panamericana en 1952 y 1953, que se trata de una competición tipo rally a través de la República Mexicana, por lo que las victorias en esta carrera fueron el origen de la denominación "Carrera".
Los 356, hayan sido de serie o altamente modificados, han tenido mucho éxito en el Rallye Wiesbaden de 1963 resultando ganador; las 24 Horas de Le Mans al ser el primer Porsche ganador en esa competencia el 356/ 2-063, conducido por Auguste Veuillet y Edmond Mouche el 23 de junio de 1951, en 1953, 1957, 1960, 1961, 1962 y 1963; los 1000 km de Buenos Aires de 1955 y 1960; las 12 Horas de Sebring de 1953, 1954, 1955, 1957, 1958, 1959, 1960, 1961, 1963, 1964, 1965 y 1967; la Targa Florio de 1958, 1959, 1960, 1961, 1962, 1963, 1964, 1966, 1967, 1968 y 1969; los 1000 km de Nürburgring de 1953, 1956, 1957, 1958, 1959, 1960, 1961, 1962, 1963, 1964, 1965 y 1966; la Mille Miglia de 1953, 1954, 1955 1956 y 1957; la Carrera Panamericana de 1953, 1954 conducido por Otto Becker Estrada y la actriz británica Jacqueline Evans; las 24 Horas de Spa de 1953; los 500 km de Spa de 1963 y 1964; la Tourist Trophy de 1953, 1962 y 1963; las 3 Horas de Daytona de 1962 y 1963; los 2000 km de Daytona de 1964 y 1965; 24 Horas de Daytona de 1966 y 1968; el Trophée d'Auvergne de 1962 y 1963; los 400 km Bridgehampton de 1962 resultando ganador, de 1963 y 1964; los 1000 km de París de 1962; la Hill Climb - Consuma de 1963 y 1964; la Hill Climb - Rossfeld de 1963 resultando ganador, 1964 y 1965; Hill Climb - Friburgo de 1963, 1964 y 1965; Hill Climb - Ollon-Villars de 1963; Hill Climb - Sierra Montagna de 1964 y 1966; Hill Climb - Bolzano-Mendola de 1965; el Tour de Francia de 1963 y 1964; el GP Mugello de 1966; y en muchos otros eventos de carreras de coches.

## Réplicas
En la actualidad se fabrican réplicas de estos modelos en algunas empresas, tales como: Chamonix NG Cars de Brasil, Intermeccanica de Canadá, Chuck Beck de Estados Unidos, Hernán Jiménez Rocasalvo y Hjr kits Cars de Argentina, entre otras.